# Solochi et ses évolutions
Pour les articles homonymes, voir Diamat.
Solochi et ses évolutions, Diamat et Trioxhydre, sont trois espèces de Pokémon de cinquième génération.

## Création

### Conception graphique
Nintendo et Game Freak n'ont pas évoqué les sources d'inspiration de ces Pokémon. Néanmoins, certains fans avancent que la famille d'évolution de Solochi pourrait être basée sur l'hydre. Plus précisément, Trioxhydre aurait l'apparence du monstre japonais King Ghidorah.

## Description

### Trioxhydre
Trioxhydre a trois têtes : une sur son cou et deux aux bouts de ses bras. Les têtes de ses bras sont sans cerveau. Son nom provient de trio (en référence à son trio de têtes) et de l'hydre, monstre reptilien doté de plusieurs têtes. Sa face ventrale est bleue et son dos est noir. Il a deux ailes découpées en fines bandes qui lui permettent de voler. Son comportement est ravageur : il s'en prend à tout ce qui bouge, pensant voir un ennemi. Les spécimens chromatiques portent du vert et du violet.
Le seul dresseur important des jeux possédant un Trioxhydre est Ghetis, l'un des sages de la Team Plasma, et dernier boss de la première partie du jeu. À noter toutefois que ce spécimen est au niveau 54 alors que Diamat évolue au niveau 64. C'est le plus fort Pokémon de Ghetis et il n'est rencontré nulle part ailleurs (sauf par capture et évolutions de Solochi). Dans l'anime, un Trioxhydre apparaît dans le 14e film.

## Apparitions

### Jeux vidéo
Solochi, Diamat et Trioxhydre apparaissent dans série de jeux vidéo Pokémon. D'abord en japonais, puis traduits en plusieurs autres langues, ces jeux ont été vendus à plus de 200 millions d'exemplaires à travers le monde.

### Série télévisée et films
La série télévisée Pokémon ainsi que les films sont des aventures séparées de la plupart des autres versions de Pokémon et mettent en scène Sacha en tant que personnage principal. Sacha et ses compagnons voyagent à travers le monde Pokémon en combattant d'autres dresseurs Pokémon.